# هس (دهانه)
هس یک دهانه برخوردی در ماه‌ است.

## دهانه‌های اقماری
این دهانه ۳ دهانه اقماری دارد.
| Hess | عرض جغرافیایی | طول جغرافیایی | قطر          |
| ---- | ------------- | ------------- | ------------ |
| Z    | ۵۲.۰° S       | ۱۷۴.۰° E      | ۷۳.۰ کیلومتر |
| M    | ۵۵.۹° S       | ۱۷۳.۷° E      | ۲۷.۰ کیلومتر |
| W    | ۵۲.۶° S       | ۱۷۱.۴° E      | ۲۸.۰ کیلومتر |